# Apostolo (film)
Apostolo (Apostle) è un film del 2018 diretto da Gareth Evans.

## Trama
La vicenda si svolge nel 1905. Thomas Richardson, già missionario in Cina, viaggia in incognito su un'isola lontana nel tentativo di riportare a casa la sorella rapita da una setta religiosa che ha chiesto un riscatto per la sua liberazione. La setta, guidata dal profeta Malcolm che impone rigide regole di comportamento a tutti gli abitanti, adora una misteriosa dea, chiamata semplicemente "Lei", in grado di rendere fertile il terreno altrimenti arido e sterile dell'isola, nutrendosi di sangue umano. Thomas scopre che "Lei" esiste veramente ed è tenuta prigioniera da Malcolm e dai suoi soci Quinn e Frank, co-fondatori della setta, che la obbligano a nutrirsi in modo forzato e che proprio per tale motivo non è più in grado di fertilizzare l'isola.
Scoperta la presenza di Thomas, Malcolm tenta di catturarlo ma viene ostacolato e quasi ucciso da Quinn che ha deciso di spodestarlo, in preda a un delirio di gelosia e di onnipotenza che lo ha portato a uccidere barbaramente la sua stessa figlia incinta e il suo fidanzato (figlio di Frank), padre del bambino, e infine anche Frank. Thomas viene chiamato da "Lei" che lo implora di liberarla; dopo una sanguinosa lotta contro il carceriere della dea, Thomas riesce a dar fuoco alle radici che tengono legata la dea, bruciandola e liberandola così dalla sua prigionia. Accorso poi a liberare la sorella, si scontra con Quinn in un duello mortale, avendo la meglio ma venendo gravemente ferito.
Il rogo di "Lei" scatena una serie di incendi che costringono gli abitanti dell'isola a fuggire precipitosamente tornando sulla terraferma. Thomas riesce a far mettere in salvo la sorella e la figlia di Malcolm, Andrea, tenuta anch'essa prigioniera da Quinn, ma indebolito dalle ferite si accascia al suolo moribondo. Raggiunto da Malcolm, che è rimasto ormai solo sull'isola, Thomas nei suoi ultimi istanti di vita umana si trasforma nell'erede di "Lei", sprofondando nel suolo e al tempo stesso ridando fertilità all'isola.

## Produzione
Il 2 novembre 2016 è stato annunciato che Gareth Evans stava lavorando a un nuovo progetto che avrebbe scritto e diretto. Venne inoltre confermato Dan Stevens come protagonista della pellicola. Nel marzo 2017 il film è stato acquistato da Netflix. Sempre nello stesso mese è stato annunciato che Michael Sheen, Lucy Boynton, Bill Milner e Kristine Froseth si erano uniti al cast. Le riprese sono iniziate nell'aprile 2017 e sono state in gran parte girate su un set costruito a Margam Park a Neath Port Talbot, nel Galles.

## Distribuzione
La pellicola è stata distribuita in Italia il 12 ottobre 2018 su Netflix. Il trailer è stato pubblicato il 17 settembre 2018.

## Accoglienza
Sull'aggregatore di recensioni Rotten Tomatoes, il film ha una valutazione del 79% sulla base di 71 recensioni, con una media di 6,7/10. Il consenso del sito afferma: "Apostolo resiste a facili paure a favore di una lenta e costante discesa verso il terrore guidata da un'imponente performance centrale di Dan Stevens". Metacritic riporta un punteggio di 62 su 100, basato su 17 recensioni professionali, indicando "recensioni generalmente favorevoli". Variety e altre recensioni hanno definito il film un omaggio a The Wicker Man. The Hollywood Reporter ha affermato che "sebbene gli scontri culminanti siano violenti, non emozionano mai", concludendo che "i fan di The Raid [la precedente serie di film di Evans] dovrebbero cercare altrove i loro brividi". Collider e The A.V. Club hanno dato ad Apostolo giudizi più favorevoli, rispettivamente una B e una B meno.